# Franco Pérez Portillo
Franco Marcelo Pérez Portillo (Joaquín Suárez, Uruguay; 1 de agosto de 2001) es un futbolista uruguayo. Juega de extremo.

## Trayectoria
Formado en las inferiores del CA Rentistas, Pérez debutó en el primer equipo del club en 2020. Rápidamente se ganó un lugar en el equipo titular.
En marzo de 2023, Pérez fue cedido al Orlando City B de la MLS Next Pro norteamericana.

## Estadísticas
Actualizado al último partido disputado el 1 de octubre de 2023.
| Club                          | Div.          | Temporada     | Liga  | Liga  | Copas nacionales | Copas nacionales | Copas internacionales | Copas internacionales | Total | Total |
| Club                          | Div.          | Temporada     | Part. | Goles | Part.            | Goles            | Part.                 | Goles                 | Part. | Goles |
| ----------------------------- | ------------- | ------------- | ----- | ----- | ---------------- | ---------------- | --------------------- | --------------------- | ----- | ----- |
| Rentistas · Uruguay           | 1.ª           | 2020          | 33    | 5     | —                | —                | —                     | —                     | 33    | 5     |
| Rentistas · Uruguay           | 1.ª           | 2021          | 27    | 1     | —                | —                | 6                     | 0                     | 33    | 1     |
| Rentistas · Uruguay           | 1.ª           | 2022          | 27    | 0     | —                | —                | —                     | —                     | 27    | 0     |
| Rentistas · Uruguay           | Total club    | Total club    | 87    | 6     | 0                | 0                | 6                     | 0                     | 93    | 6     |
| Orlando City B Estados Unidos | 3.ª           | 2023          | 19    | 1     | —                | —                | —                     | —                     | 19    | 1     |
| Orlando City B Estados Unidos | Total club    | Total club    | 19    | 1     | 0                | 0                | 0                     | 0                     | 19    | 1     |
| Total carrera                 | Total carrera | Total carrera | 106   | 7     | 0                | 0                | 6                     | 0                     | 112   | 7     |